# 378669 Rivas
378669 Rivas este o planetă minoră (asteroid) din centura de asteroizi. A fost descoperită pe 29 aprilie 2008 la Vicques⁠(d) de Michel Ory⁠(d). 
Obiectul prezintă o orbită caracterizată de o semiaxă mare de 2,380659783177 UAi, o excentricitate de 0,14, o înclinație de 5,1 ° în raport cu ecliptica.